# Copa Rey Fahd 1992
La Copa Rey Fahd 1992 fue la primera edición de la competición de fútbol que posteriormente sería denominada como Copa FIFA Confederaciones, motivo por el que también es conocida como Copa FIFA Confederaciones 1992. 
Participaron los campeones de los torneos de Conmebol, Concacaf y CAF, y la Selección de Arabia Saudita por ser este el país anfitrión, además de ser el campeón de la Copa Asiática 1988. El torneo fue ganado por Argentina que derrotó en la final a Arabia Saudita 3-1.

## Organización

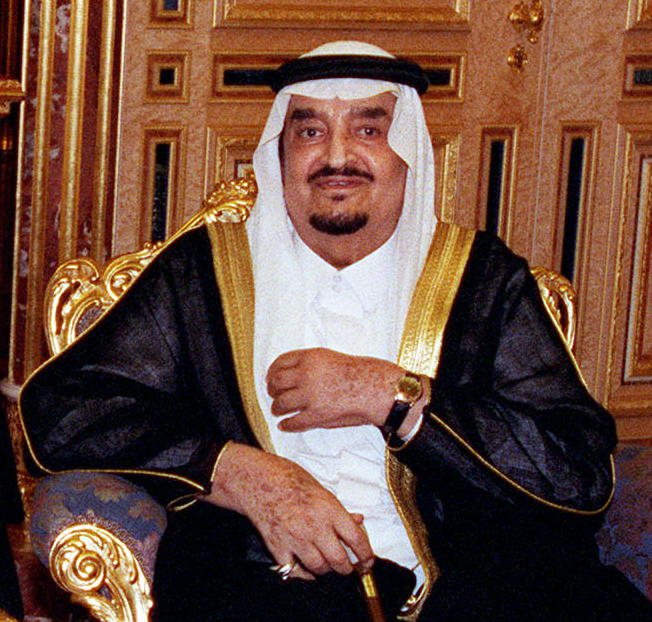
El rey Fahd de la Arabia Saudita, también primer ministro del país, fue el promotor del torneo.

El torneo nació por impulso del propio Fahd bin Abdelaziz, monarca y primer ministro de la Arabia Saudita. Fahd era uno de los muchos hijos del rey Abdelaziz bin Saud, el fundador de la dinastía, y dirigía un régimen autoritario sumamente discutido internacionalmente por su inflexible aplicación de la sharia en una rigorista interpretación. El rey vio en el deporte la forma de abrillantar su propia imagen internacional y presentar su nación al mundo. Pensó en organizar un torneo de fútbol que permitiera a su selección nacional enfrentarse a algunas de las mejores del mundo. Los enormes recursos económicos del reino, propiciados por el petróleo, le permitieron ofrecer importantes incentivos que sedujeron a tres selecciones campeonas de sus respectivos torneos regionales: la Copa América, de América del Sur; la Copa de Oro de la Concacaf, de América del Norte, América Central y Caribe; y la Copa Africana de Naciones. No participaron, por tanto, representantes de Oceanía ni de Europa.

### Sedes
Todos los partidos se disputaron en la ciudad de Riad, en el Estadio Rey Fahd, construido cinco años antes y uno de los más avanzados del mundo en aquella época.

### Árbitros
La lista de árbitros fue la siguiente:
- Jamal Al Sharif
- Ulisses Da Silva
- An-Yan Lim Kee Chong
- Rodrigo Badilla

## Equipos participantes
Los incentivos económicos ofrecidos por el régimen de los Saúd convencieron a tres selecciones campeonas. Los invitados fueron Argentina, triunfadora en la Copa América 1991; Estados Unidos, campeón de la Copa de Oro de la Concacaf 1991 y Costa de Marfil, ganadora de la Copa Africana de Naciones 1992. Argentina acudía al torneo como gran favorita, con una selección que incluía a los mejores jugadores del país: Gabriel Batistuta, Leonardo Rodríguez, Claudio Caniggia, Diego Simeone, Sergio Goycochea, Óscar Ruggeri o Fernando Redondo, entre otros. El conjunto albiceleste se encontraba inmerso en un período destacado en el que llegó a disputar hasta treinta partidos consecutivos sin conocer la derrota. El seleccionador, Alfio Basile, utilizó la competición como preparación para la Copa América 1993 y para la fase eliminatoria del Mundial de Estados Unidos de 1994.
| Confederación                            | Equipo          | Vía de clasificación                                      |
| ---------------------------------------- | --------------- | --------------------------------------------------------- |
| Anfitrión                                | Arabia Saudita  | Organizador del torneo y campeón de la Copa Asiática 1988 |
| Conmebol (Sudamérica)                    | Argentina       | Campeón de la Copa América 1991                           |
| Concacaf (Norte, Centroamérica y Caribe) | Estados Unidos  | Campeón de la Copa de Oro de la Concacaf 1991             |
| CAF (África)                             | Costa de Marfil | Campeón de la Copa Africana de Naciones 1992              |

## Resultados
|  | Semifinales         | Semifinales         |   |                     | Final               | Final |  |
|  |                     |                     |   |                     |                     |       |  |
|  |                     |                     |   |                     |                     |       |  |
|  | Riad, 15 de octubre |                     |   |                     |                     |       |  |
|  | Estados Unidos      | 0                   |   |                     |                     |       |  |
|  | Arabia Saudita      | 3                   |   |                     |                     |       |  |
|  |                     |                     |   |                     |                     |       |  |
|  |                     |                     |   |                     | Riad, 20 de octubre |       |  |
|  |                     |                     |   |                     | Arabia Saudita      | 1     |  |
|  |                     | Argentina           | 3 |                     |                     |       |  |
|  |                     |                     |   |                     |                     |       |  |
|  |                     |                     |   |                     |                     |       |  |
|  |                     |                     |   |                     | Tercer lugar        |       |  |
|  | Riad, 16 de octubre | Riad, 16 de octubre |   | Riad, 19 de octubre | Riad, 19 de octubre |       |  |
|  | Argentina           | 4                   |   | Estados Unidos      | 5                   |       |  |
|  | Costa de Marfil     | 0                   |   |                     | Costa de Marfil     | 2     |  |

### Semifinales

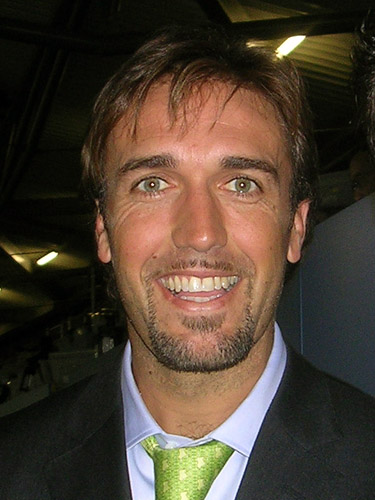
Batistuta marcó dos goles

El 15 de octubre de 1992 se abrió el torneo con la semifinal que disputaron las selecciones de los Estados Unidos y de la Arabia Saudita. Los norteamericanos trataban de aprovechar la oportunidad de una competición internacional de ámbito superior al regional para promocionar el fútbol en su país, donde seguía siendo un deporte de segunda fila a pesar de los esfuerzos realizados. Sin embargo, fue el país anfitrión quien alcanzó el éxito al derrotar claramente a los campeones de la Copa de Oro con tres goles marcados por Al Bishi, Al Tunayan y Al Muwall. Al día siguiente, la selección de la Argentina arrolló al campeón africano, Costa de Marfil, gracias a dos goles de Batistuta, uno de Ricardo Altamirano y otro de Alberto Acosta.
| 15 de octubre de 1992 | Estados Unidos | 0:3 (0:0) | Arabia Saudita                                  | Estadio Rey Fahd, Riad                                                |                                                                       |
|                       |                | Reporte   | Al Bishi 48' · Al Tunian 74' · Al Mullawhid 84' | Asistencia: 70 000 espectadores Árbitro(s): Ulisses Da Silva (Brasil) | Asistencia: 70 000 espectadores Árbitro(s): Ulisses Da Silva (Brasil) |

| 16 de octubre de 1992 | Argentina                                       | 4:0 (2:0) | Costa de Marfil | Estadio Rey Fahd, Riad                                              |                                                                     |
|                       | Batistuta 2', 10' · Altamirano 67' · Acosta 81' | Reporte   |                 | Asistencia: 15 000 espectadores Árbitro(s): Jamal Al Sharif (Siria) | Asistencia: 15 000 espectadores Árbitro(s): Jamal Al Sharif (Siria) |

### Tercer lugar
| 19 de octubre de 1992 | Estados Unidos                                         | 5:2 (2:1) | Costa de Marfil      | Estadio Rey Fahd, Riad                                                 |                                                                        |
|                       | Balboa 12' · Jones 31' · Wynalda 56' · Murray 67', 83' | Reporte   | Traore 16' · Sié 76' | Asistencia: 9500 espectadores Árbitro(s): Rodrigo Badilla (Costa Rica) | Asistencia: 9500 espectadores Árbitro(s): Rodrigo Badilla (Costa Rica) |

### Final
En la final, Argentina se encontró a un inferior equipo anfitrión. Ya en el descanso, Argentina dominaba el marcador con dos goles de Rodríguez y Caniggia. En el segundo tiempo, Simeone sentenció el partido. De esta forma, Argentina se convirtió en el primer ganador de un torneo que contó con muchos goles pero que todavía tenía escaso prestigio internacional, hasta el punto de que el diario El País lo consideró un equivalente internacional de los torneos veraniegos. No obstante, el torneo se iría revalorizando poco a poco con el paso de los años debido a su ampliación al resto del mundo y a su posterior transformación en Copa FIFA Confederaciones. 
| 20 de octubre de 1992 | Arabia Saudita | 1:3 (0:2) | Argentina                                  | Estadio Rey Fahd, Riad                                                      |                                                                             |
|                       | Owairan 65'    | Reporte   | Rodríguez 18' · Caniggia 26' · Simeone 64' | Asistencia: 75 000 espectadores Árbitro(s): An-Yan Lim Kee Chong (Mauricio) | Asistencia: 75 000 espectadores Árbitro(s): An-Yan Lim Kee Chong (Mauricio) |

|                               |
| Bandera de Argentina          |
| Campeón Argentina 1.er título |

### Tabla general
| Pos. | Selección       | Pts. | PJ | PG | PE | PP | GF | GC | Dif | Rend. |
| ---- | --------------- | ---- | -- | -- | -- | -- | -- | -- | --- | ----- |
| 1    | Argentina       | 4    | 2  | 2  | 0  | 0  | 7  | 1  | 6   | 100%  |
| 2    | Arabia Saudita  | 2    | 2  | 1  | 0  | 1  | 4  | 3  | 1   | 50%   |
| 3    | Estados Unidos  | 2    | 2  | 1  | 0  | 1  | 5  | 5  | 0   | 50%   |
| 4    | Costa de Marfil | 0    | 2  | 0  | 0  | 2  | 2  | 9  | -7  | 0%    |

## Goleadores
| Jugador            | Selección       | Goles |
| ------------------ | --------------- | ----- |
| Gabriel Batistuta  | Argentina       | 2     |
| Bruce Murray       | Estados Unidos  | 2     |
| Alberto Acosta     | Argentina       | 1     |
| Leonardo Rodríguez | Argentina       | 1     |
| Claudio Caniggia   | Argentina       | 1     |
| Diego Simeone      | Argentina       | 1     |
| Ricardo Altamirano | Argentina       | 1     |
| Youssef Al Tunian  | Arabia Saudita  | 1     |
| Fahad Al Bishi     | Arabia Saudita  | 1     |
| Khalid Al Muwallid | Arabia Saudita  | 1     |
| Saeed Owairan      | Arabia Saudita  | 1     |
| Cobi Jones         | Estados Unidos  | 1     |
| Eric Wynalda       | Estados Unidos  | 1     |
| Marcelo Balboa     | Estados Unidos  | 1     |
| Donald Sie         | Costa de Marfil | 1     |
| Abdoulaye Traore   | Costa de Marfil | 1     |